# Сетовское сельское поселение (Тюменская область)
Сетовское се́льское поселе́ние — муниципальное образование в Тобольском районе Тюменской области Российской Федерации.
Административный центр — посёлок Сетово.

## История
Статус и границы сельского поселения установлены Законом Тюменской области от 5 ноября 2004 года № 263 «Об установлении границ муниципальных образований Тюменской области и наделении их статусом муниципального района, городского округа и сельского поселения».

## Население
| 2010 | 2011  | 2012  | 2013  | 2014 | 2015 | 2016 |
| ---- | ----- | ----- | ----- | ---- | ---- | ---- |
| 1028 | ↘1025 | ↘1018 | ↘1008 | ↘997 | ↗998 | ↘995 |
| 2017 | 2018  | 2019  | 2020  | 2021 |      |      |
| ↘991 | ↗992  | ↘983  | ↘974  | ↘778 |      |      |

## Состав сельского поселения
| № | Населённый пункт | Тип населённого пункта          | Население |
| - | ---------------- | ------------------------------- | --------- |
| 1 | Сетово           | посёлок, административный центр | ↘778      |